# 梁维特
梁維特，GLM（1962年6月6日—），澳門人，中華人民共和國澳門特別行政區政治人物。
2024年8月30日，獲選為中國建築股份有限公司股東大會獨立董事。2022年，加入歐洲第十四大的基建集團Mota-Engil的董事會。2021年擔任國際金融論壇副理事長、2021年11月30日獲任為博鰲亞洲論壇諮詢委員會成員、2020年擔任博鰲亞洲論壇國際科技與創新論壇首屆大會主席團執行主席、11月10日獲委任為博鰲亞洲論壇粵港澳大灣區建設澳門委員會主席。於2014年12月20日起就職第四屆澳門特別行政區經濟財政司司長。曾任第十一及第十二屆全國人民代表大會澳門地區人大代表，中國人民政治協商會議河北省第九屆委員會委員，澳門特別行政區第九至第十三屆全國人民代表大會澳區代表選舉會議成員，“三邊委員會”（The Trilateral Commission）亞太地區中國組成員，澳門特別行政區第一屆政府推選委員會的委員、2004年、2009年及2014年澳門特別行政區行政長官選舉委員會委員，第二及三屆澳門特別行政區行政會委員，澳門大學大學議庭成員，澳門基金會信託委員會委員。澳門特區政府環境諮詢委員會副主席澳，門科學技術獎獎勵評審委員會成員，澳門生產力暨科技轉移中心電子及資訊委員會主席，澳門文化產業基金信託委員會委員；亦曾任澳門發展策略研究中心 （页面存档备份，存于）會長，澳門經濟學會諮詢會主席，澳門日報讀者公益基金會理事長，汎澳青年商會會長，澳門鏡湖慈善會副理事長等職。
由於擔任經濟財政司司長一職，被坊間暱稱為「財爺」；2017年「8.23天鴿」風災後被拍到在社區清理倒塌樹木，因此又被傳媒稱為「搬樹大叔」。

## 學歷
中學曾就讀於澳門慈幼中學，1977年赴加拿大升學。
1983年畢業於加拿大滑鐵盧大學數學系，獲學士學位。
2021年取得北京大學法學院憲法學與行政法學博士學位。

## 家庭
祖籍廣東雲浮，1962年6月生於澳門，數代在澳門居住。已婚，育有兩子一女。父親為醫生、母親為家庭主婦，有一妹梁小牧。外祖父為陳滿醫生(1907-1990)是上世紀四、五十年代澳門新民主運動的旗手之一，曾參與創辦澳門日報前身《新園地》並擔任社長。曾任濠江中學董事會董事長、中華醫學會主席，對同善堂、澳門工人醫療所的工作都做出過貢獻。

## 特區職務

### 經濟財政司司長
2014年11月30日，被中國國務院任命為澳門特別行政區第四屆政府經濟財政司司長。他認為上任後最重要的工作是促進經濟穩定發展，維護特區的財政穩健、金融穩健，支持好中小企業發展，確保本地居民充分就業，推動經濟適度多元發展。
在澳門發揮中葡平台作用方面，梁維特曾表示，港澳在粵港澳大灣區建設中具有獨特優勢，而澳門的中葡平台在大灣區發揮了作用，尤其在助力國家發展上擔當著重要角色，透過三條經貿合作路徑：中國內地透過澳門平台，前往葡萄牙並進入歐盟；中國內地透過澳門平台，前往巴西並進入拉丁美洲；中國內地透過澳門，前往莫桑比克及安哥拉並進入非洲，協助中國企業“走出去”的同時，也協助內地省市地區把葡語國家企業“引進來”，有助強化澳門中葡商貿合作服務平台的精準聯繫作用。這“三條路徑”發揮澳門精準聯系的功能，我們兩邊走多邊走，為國家輸出的一些創新技術尤其是知識產權，尤其是標準對接這方面，產生我們應有的功能。
在任期間提出加快推動澳門經濟適度多元。他曾表示，澳門在發展特色金融，推進經濟適度多元方面，應借鑒盧森堡以豐富金融產業鏈為內涵及配套基礎設施，抓準定位。他指出，盧森堡以基金及債券市場為主的外向型金融發展模式，值得澳門借鑒學習。特區政府將結合澳門自身產業環境，以及國家賦予的“平台”角色定位，以發展債券市場和完善金融基建為切入點，為外來投資者創造合適的落戶及營商環境，循外向型金融服務業的方向發展特色金融產業，成為中國與葡語國家的金融服務平台，以及大灣區城市與葡語國家的金融服務橋樑。
在推動經濟適度多元，梁維特亦提出“會議業先行”。 梁維特曾表示，“全國十三五規劃明確提出要支持澳門發展會展業，會展業也是澳門特區政府落實經濟適度多元化的重要著力點之一，經過多年來的培育和探索，本澳會展項目 有很大的提升。 國際影響力的國際會展品牌，努力實現經濟多元化的目標”。
經濟適度多元初見成效。2018年梁維特在立法會上表示經過多年的不懈努力，經濟適度多元發展初見成效。非博彩業務收益份額上升，新興産業增加值總額上升兩成。澳門博彩企業2017年非博彩業務收益306.74億澳門元，佔整體業務收益的10.36%，較2015年增加28.3%，佔比上升0.97個百分點。澳門會展業、金融業、中醫藥産業及文創産業的增加值總額達320.83億澳門元，佔所有行業的增加值總額8.07%，與2015年相比，增加值總額上升23.61%，佔比增加0.79個百分點。在新興産業中，會展業發展尤其迅速，2017年的增加值總額35.48億澳門元，約佔所有行業增加值總額的0.9%，與2015年相比，增加值總額上升近147%。
他曾表示，若本澳繼續用好、用足中央給予的政策，如CEPA、粵澳經濟合作、“一個中心，一個平台”等，將本澳的經濟發展與國家的經濟發展有機結合，前景樂觀。

### 澳門特區行政會委員
2004年12月15日，被委任為澳門特區政府第二屆行政會委員。
2009年12月1日，與梁慶庭、廖澤雲等7人續任澳門特別行政區第三屆行政會委員。
| 澳門特別行政區行政會委員名單                                                                                          |
| --- |
| 第二屆委員名單 陳麗敏、唐志堅、梁慶庭、廖澤雲、馬有禮、賀一誠、歐安利、鄭志強、林香生、梁維特                         |
| 第三屆委員名單 陳麗敏、梁慶庭、廖澤雲、馬有禮、歐安利、鄭志強、梁維特、陳明金、何雪卿、黃如楷、林金城（2013年底委任） |

### 澳門特區委員會
2009年受澳門特區政府委任為環境諮詢委員會委員，經委員互相推選為該會副主席；曾任澳門特區環境委員會全體委員會主席。
曾任澳門生產力暨科技轉移中心電子及資訊委員會主席、文化產業基金信託委員會成員、澳門科學技術獎獎勵評審委員會成員、澳門文化產業委員會專項小組召集人。

## 人大職務

### 第十一屆全國人大澳區代表
2008年1月27日，澳門特別行政區第十一屆全國人大代表選舉會議，319名選舉會議成員出席，採用不記名投票方式從17人候選名單中選出了12位澳區人大代表。317張有效票中，「新丁」梁維特以得票率95.9%高票當選，同票當選的還有劉藝良。
| 第十一屆中華人民共和國澳門特別行政區全國人民代表名單                                                              |
| --- |
| 李沛霖、招銀英、林笑雲、姚鴻明、高開賢、陸波、崔世平、梁玉華、梁維特、賀一誠、劉焯華、劉藝良 全國人大常委：賀一誠 |

### 第十二屆全國人大澳區代表
2012年12月17日，澳門特別行政區第十二屆全國人大代表選舉會議，359名選舉會議成員出席第二次全體會議，從15人候選名單中選舉產生12位澳區人大代表。350張有效票中，梁維特再以得票率95.14%高票連任。
| 第十二屆中華人民共和國澳門特別行政區全國人民代表名單                                                              |
| --- |
| 李沛霖、何雪卿、林笑雲、姚鴻明、高開賢、容永恩、陸波、崔世平、梁玉華、梁維特、賀一誠、劉藝良 全國人大常委：賀一誠 |

## 政協職務

### 中國人民政治協商會議河北省第九屆委員會委員
梁維特為中國人民政治協商會議河北省第九屆委員會的委員。
| 中國人民政治協商會議河北省第九屆委員會委員第二十二組（特邀二組）名單 |
| --- |
| 王貴國、司徒荻林、劉本立、劉慰慈、吳鎮濤、張有洪、張西銘、李守信、李春來、李惠民、楊國榮、楊勳、邱允慎、陳民亮、陳健英、屈恩（女）、梁偉浩、梁維特、蕭聖立（女）、黃維堅、蔡程、譚偉雄、魏茂鑫 |

## 國際職務

### 博鰲亞洲論壇諮詢委員會成員
11月30日，博鰲亞洲論壇2021年理事工作會議決議，增加機構理事進入理事會，由論壇戰略合作夥伴企業擔任。並同意增補斯洛文尼亞前總統圖爾克、芬蘭前總理阿霍、聯合國前副秘書長阿赫塔爾和澳門特區政府前經濟財政司司長梁維特為論壇諮詢委員會成員。

### 博鰲亞洲論壇粵港澳大灣區建設澳門委員會主席
2020年11月10日，博鰲亞洲論壇粵港澳大灣區建設澳門委員會在澳門特別行政區正式成立。周小川副理事長向委員會主席、澳門特區政府前經濟財政司司長梁維特頒發證書。
根據澳門特區政府提議，論壇決定在秘書處框架下成立“粵港澳大灣區建設澳門委員會”作為秘書處專家機構。委員會將立足澳門，積極推動論壇與澳門特區緊密合作，共同助力粵港澳大灣區建設、澳門經濟適度多元化和亞洲區域合作。
科技創新是經濟多元重要切點。 梁維特表示，澳門推動經濟適度多元，科技創新是重要的切入點。 無論是傳統產業或新興產業，都需要具備“＋金融”、“＋科技”兩個元素，才符合現代化需求。 因資金不到位，科技難發展；而產業＋科技才能談得上符合現代化的市場需求。

### 博鰲亞洲論壇國際科技與創新論壇首屆大會主席團執行主席
於2020年擔任博鰲亞洲論壇國際科技與創新論壇首屆大會主席團執行主席。
博鰲亞洲論壇國際科技與創新論壇首屆大會於11月10日上午在澳門中國與葡語國家商貿合作服務平台綜合體舉辦隆重的開幕式及全體大會，將邀請來自全球的多國政要、葡語國家政府部門、國際組織代表以線上方式，與東道國中國政府代表、澳門特區、科技創新領域專家學者和傑出企業家代表等約800人共同與會。

### 國際金融論壇副理事長
現任國際金融論壇副理事長，國際金融論壇（IFF）是總部設在中國北京的、非營利、非官方獨立國際組織，2003年10月由中國、美國、歐盟、聯合國等20多個國家、地區及相關國際組織的領袖共同發起成立, 是全球金融領域高級別常設對話、交流和研究機構，被譽為全球金融領域的“F20（Finance 20）”。
曾任三邊委員會（The Trilateral Commission）亞太地區中國組成員，當時是中國組成員中唯一的澳門人。三邊委員會是一個非政府籌組的政策性論壇，匯集了來自商界、政府、學術界、新聞傳媒界以及民間組織的領導人。該委員會提供了一個全球性、公開性的平台，讓來自世界各地的決策者，以及那些持有不同觀點的人，能夠互相接觸，進行對話，為當代巨大的地緣政治、經濟和社會挑戰尋找解決方案。

## 社會職務

### 澳門發展策略研究中心會長
澳門發展策略研究中心創會會長（任期1997年～2014年）。
1997年11月與澳門部分工商界及學術界人士聯合創辦“澳門發展策略研究中心”，主張透過科學、負責任的態度開展關於推動澳門長遠健康發展的研究。曾進行的研究主題涵蓋政治人才、區域合作、中產階層、公共行政改革、居民素質和社會經濟等。2002年起至今每年舉辦“齊為澳門動腦筋”活動；不定期舉行“時政沙龍”及座談，亦有邀請不同界別交流政策發展意見。

### 澳門日報讀者公益基金會理事長（第十三屆）
澳門日報讀者公益基金會成立於1984年，創會宗旨“人人為我，我為人人”。每年12月第二個星期日舉辦公益金百萬行活動籌款，用於開展緊急救援、關心弱勢社群、扶貧助學、醫療援助等。

### 汎澳青年商會會長（1992年）
汎澳青年商會成立於1984年，為國際青年商會中國澳門總會的分會之一。使命為提供發展機會以促進青年人創造積極正面的改變。

## 職涯背景
1983年大學畢業，回澳後遭遇家庭經濟環境突變。做過電腦軟件編寫員、兼職夜校老師、製衣工厰生產部及修衣車部工人，一年內升為經理，1987年離職時為製衣廠營業部及人力資源部經理。
1987年以21個月分期付款方式買下僅有30名僱員的製衣廠，由於無多餘資金在「配額制度」下購買配額，自主開拓無配額限制、公認品質要求嚴謹的日本市場 ，1997年發展為勝生企業有限公司，1999年搬入澳門路環聯生工業村，主攻世界品牌，年產量達三百萬件成衣，被譽為澳門最大的製衣廠之一，曾是中國第一家同時擁有ISO9000, ISO14000 及OHSAS18000認證的製衣廠。
2001年成立數碼寶股份有限公司，2007年投資超過2億(澳門元)在路環興建總面積73,000平方呎的商業洗衣房，從製造業轉型服務業鏈下游工業。2009年投入運作，為澳門大型國際品牌酒店提供洗滌服務，設有環保節能節水系統，在清洗同樣數量被單的情況下用水量比一般工業獨立式洗衣機節省三分之二，能源消耗亦同比減少。當時可提供每日30,000間酒店房間及每日11萬套酒店制服的洗滌服務，成為全球每平方呎生產率最高的商業洗水廠 ，澳門首家獲得ISO 9001:2008認證的商業洗衣服務公司。2016年9月，服務擴展至澳門的醫院和衛生中心，2022年開始為鏡湖醫院提供服務。
2024年8月30日，獲選為中國建築股份有限公司股東大會獨立董事。2022年，加入歐洲第十四大的基建集團Mota-Engil的董事會。
曾任澳門中華總商會會董、澳門廠商聯合會副會長、澳門出入口商會副會長。

## 荣誉

### 中国勋章奖章
- 工商功绩勋章（澳门特别行政区，2001年公布）
- 金莲花荣誉勋章（澳门特别行政区，2020年12月19日公布[49]）